# Radio Disney Music Awards de 2018
O Radio Disney Music Awards de 2018 foi realizado em 22 de junho de 2018, no Dolby Theatre, em Los Angeles, Califórnia, nos Estados Unidos. A cerimônia foi ao ar na Radio Disney e no Disney Channel na noite seguinte, em 23 de junho de 2018, às 20h (horário de Brasília).

## Performances
| Artista(s)                             | Canção                                                                                                   |
| -------------------------------------- | --- |
| Meghan Trainor                         | "Let You Be Right" No Excuses"                                                                           |
| Echosmith                              | "Over My Head" Cool Kids                                                                                 |
| Kelly Clarkson                         | "Miss Independent" Since U Been Gone" My Life Would Suck Without You" Catch My Breath" Stronger" "Heat"" |
| Marshmello                             | "Alone "Friends" Silence"                                                                                |
| Maddie Poppe                           | "Going, Going, Gone"                                                                                     |
| Charlie Puth                           | "The Way I Am"                                                                                           |
| Carrie Underwood com part. de Ludacris | "The Champion"                                                                                           |

## Vencedores e indicados
- Os indicados foram anunciados via um stream ao vivo no dia 27 de abril de 2018.[2][3]
- As votações tiverem início no dia em que os indicados foram revelados.[3]

| Melhor Artista | Artista em Ascensão |
| --- | --- |
| - Shawn Mendes - Bruno Mars - Ed Sheeran - Taylor Swift - Meghan Trainor - Selena Gomez | - Camila Cabello - Charlie Puth - Dua Lipa - Halsey - Julia Michaels - Marshmello |
| Melhor Grupo | Canção do Ano |
| - BTS - Clean Bandit - Echosmith - Imagine Dragons - Maroon 5 | - "Havana" - Camila Cabello - "Look What You Made Me Do" - Taylor Swift - "The Middle" - Zedd, Maren Morris, e Grey - "There's Nothing Holdin' Me Back" - Shawn Mendes - "Wolves" - Selena Gomez e Marshmello                                                  |
| Estrela Favorita de Mídia Social | Melhor Faixa de Dance |
| - Max & Harvey - Alex Aiono - HRVY - Carson Lueders - Rudy Mancuso - Chloe x Halle | - "Mic Drop (Steve Aoki Remix)" - BTS - "Friends" - Justin Bieber e BloodPop - "Let Me Go" - Hailee Steinfeld e Alesso com part. de Florida Georgia Line e Andrew Watt - "The Middle" - Zedd, Maren Morris, e Grey - "Silence - Marshmello com part. de Khalid |
| Artista Revelação | Melhor Colaboração |
| - Bebe Rexha - Cheat Codes - Hey Violet - Lauv - Why Don't We | - "It Ain't Me" - Selena Gomez e Kygo - "Meant to Be" - Bebe Rexha com part. de Florida Georgia Line - "No Promises" - Cheat Codes com part. de Demi Lovato - "Mi Gente" - J Balvin e Willy William - "The Middle" - Zedd, Maren Morris, e Grey                |
| Melhor Canção de Amor | Melhores Fãs |
| - "Perfect" - Ed Sheeran - "I Like Me Better" - Lauv - "Why" - Sabrina Carpenter - "Ins and Outs" - Sofia Carson - "Legends" - Kelsea Ballerini                                                                         | - BTS Army (BTS) - Mellogang (Marshmello) - Megatronz (Meghan Trainor) - Mendes Army (Shawn Mendes) - Selenators (Selena Gomez) |
| Melhor Canção que Faz Você Sorrir | Melhor Canção de se Dublar |
| - "DNA" - BTS - "I Miss Those Days" - Bleachers - "No Excuses" - Meghan Trainor - "One Foot" - Walk the Moon - "So Much More Than This" - Grace VanderWaal                                                              | - "New Rules" - Dua Lipa - "Look What You Made Me Do - Taylor Swift - "Sorry Not Sorry" - Demi Lovato - "These Girls" - Why Don't We - "This Is Me" - Keala Settle                                                                                             |
| Artista de Country Favorito | Artista Revelação de Country |
| - Kelsea Ballerini - Florida Georgia Line - Luke Bryan - Maren Morris - Thomas Rhett | - Carly Pearce - Devin Dawson - Jillian Jacqueline - Jordan Davis - Lanco |
| Canção Favorita de Country | Prêmio Hero |
| - "Meant to Be " - Bebe Rexha com part. de Florida Georgia Line - "Legends" - Kelsea Ballerini - "Take Back Home Girl - Chris Lane e Tori Kelly - "Unforgettable" - Thomas Rhett - "You Broke Up with Me - Walker Hayes | Carrie Underwood |
| Prêmio Icon | Prêmio Impact |
| Kelly Clarkson | Janet Jackson |